# Gemeinde Loški Potok
Loški Potok (deutsch: Laserbach) ist eine Gemeinde (Občina) in der Region Dolenjska in Slowenien.
Die Gemeinde liegt am Dreiländereck Dolenjska (Unterkrain), Notranjska (Innerkrain) und Gorski kotar (Nordwestkroatien). Die meisten Siedlungen liegen zwischen 700 m und 900 m.
Sitz der Gemeindeverwaltung ist die Ortschaft Hrib - Loški Potok.

## Ortschaften der Gemeinde

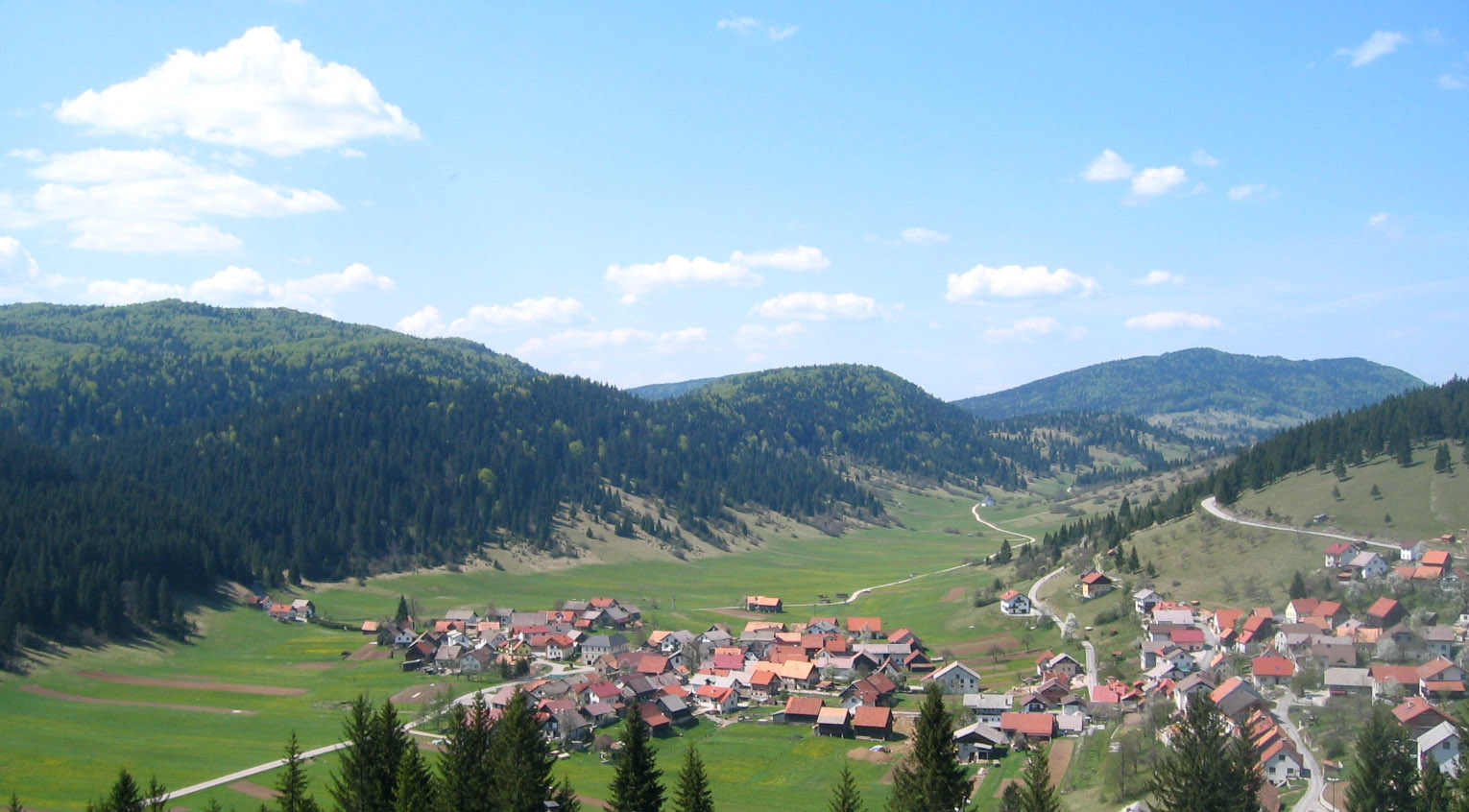
Das Dorf Retje, das zur Gemeinde Loški Potok zählt

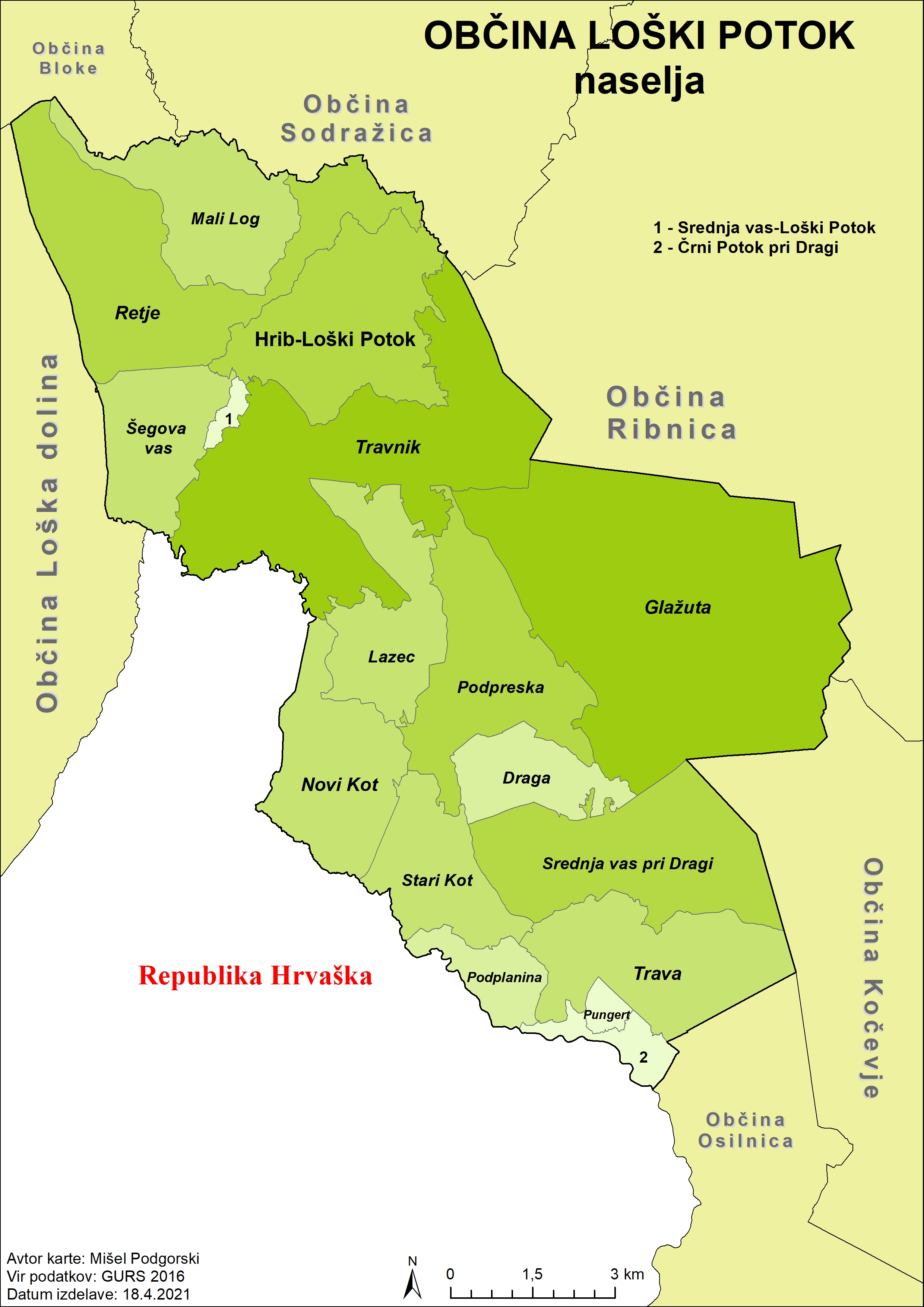
Übersichtskarte der Ortsteile

| - Črni Potok pri Dragi, (dt. Schwarzenbach) - Draga, (dt. Dragg) - Glažuta, (dt. Karlshütten) - Hrib - Loški Potok, (dt. Fels-Laaserbach) - Lazec, (dt. Riegel bei Lienfeld, auch Gehack) - Mali Log, (dt. Klein Lack) | - Novi Kot, (dt. Neuwinkel) - Podplanina, (dt. Alben) - Podpreska, (dt. Merleinsrauth) - Pungert, (dt. Baumgarten) - Retje, (dt. Rethie) - Srednja vas pri Dragi, (dt. Mittergraß) | - Srednja vas - Loški Potok, (dt. Mitterdorf ) - Stari Kot, (dt. Altwinkel bei Obergraß) - Šegova vas, (dt. Schegendorf, auch Sigelsdorf) - Trava, (dt. Obergras, auch Großgras) - Travnik (dt. Grasfeld, auch Scherenburg) |

## Nachbargemeinden
| Bloke        | Sodražica                                   | Sodražica        |
| Loška Dolina | Kompassrose, die auf Nachbargemeinden zeigt | Ribnica, Kočevje |
| Kroatien     | Kroatien                                    | Osilnica         |

## Geschichte
Auf dem Gemeindegebiet existieren vier Massengräber aus der Zeit um den Zweiten Weltkrieg, und zwar in Glažuta und Retje.